# HMS Medway (P223)
Pour les autres navires du même nom, voir HMS Medway.
Le HMS Medway  (pennant number : P223) est un patrouilleur hauturier du lot 2 de la classe River, en service dans la Royal Navy. Nommé d’après la rivière Medway dans le Kent, il a été le deuxième navire du lot 2 de la classe River à être mis en service. Il est affecté à long terme comme navire de garde dans les Caraïbes.

## Conception
Le 6 novembre 2013, la Royal Navy a annoncé qu'elle avait signé un accord de principe pour construire trois nouveaux patrouilleurs hauturiers basés sur la conception de la classe River (plus précisément, sur la corvette de classe Amazonas, plus grande, qui en est dérivée) à un prix fixe de 348 millions de livres sterling, y compris les pièces de rechange et le soutien. En août 2014, BAE Systems a signé un contrat pour la construction des navires, qui doit se faire sur le fleuve Clyde en Écosse. Les navires, qui ont été désignés comme le lot 2 de la classe River, devaient être déployables à l’échelle mondiale et capables d’effectuer des tâches de police, telles que la lutte contre le terrorisme, la piraterie et la contrebande. Ce nouveau lot a inclus quelque 29 modifications et améliorations par rapport à la conception de base d’Amazonas.

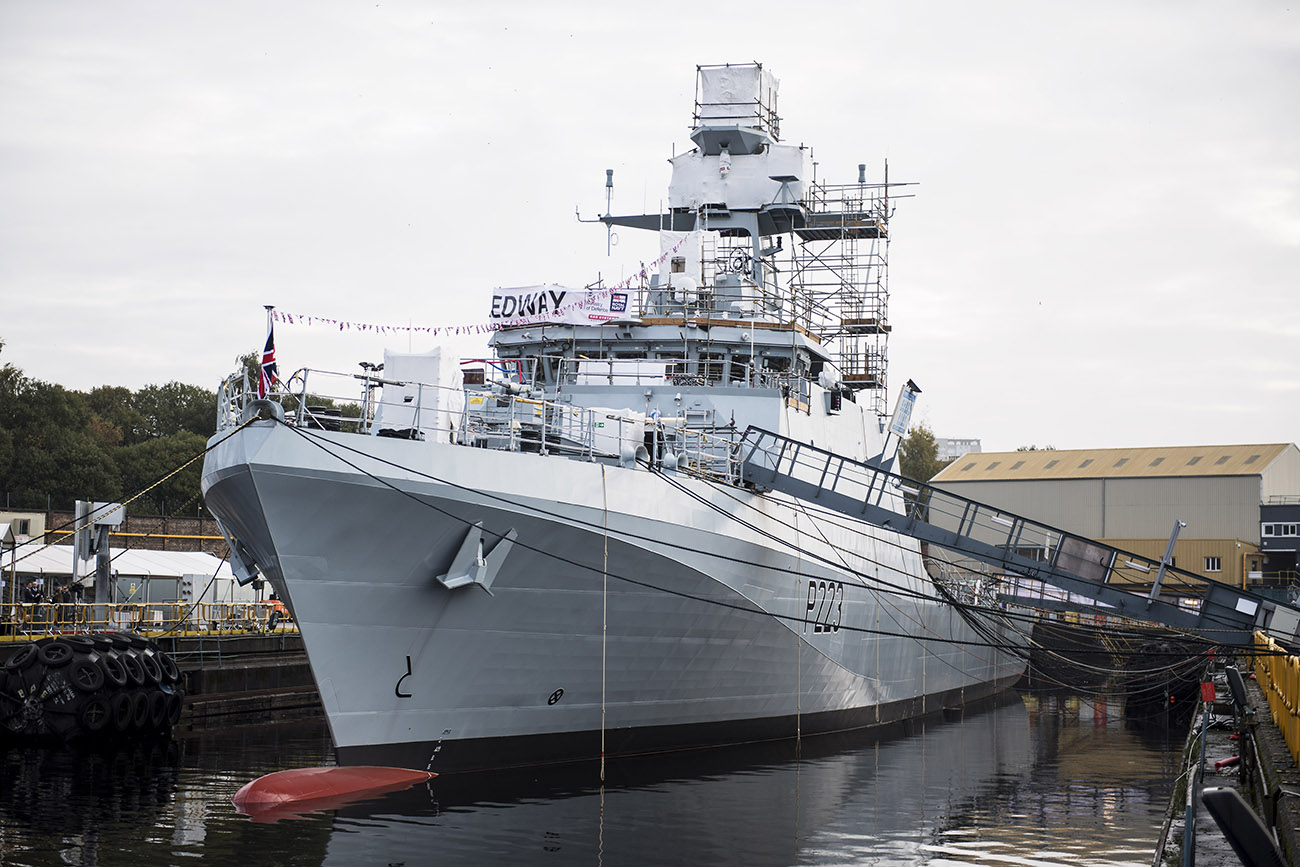
Le HMS Medway avant ses essais en mer.

Le début de la construction du HMS Medway a été marqué par la première découpe de l’acier, qui a eu lieu le 8 juin 2015 au chantier naval BAE Systems de Govan à Glasgow. Plutôt que d’être lancé de manière traditionnelle, le HMS Medway a été roulé sur une barge semi-submersible et descendu dans l’eau le 23 août 2017. Il a été officiellement nommé quelques semaines plus tard, le 20 octobre 2017. Les essais en mer du constructeur ont commencé le 9 novembre 2018 et se sont terminés le 11 décembre 2018. Ses essais en mer ont été achevés en seulement 75 jours, un record jamais vu depuis la Seconde Guerre mondiale. Il a ensuite été transféré à la Royal Navy le 5 mars 2019.

## Engagements
Le HMS Medway a été mis en service dans la Royal Navy le 19 septembre 2019. Arrivé par sa rivière éponyme, sa cérémonie de mise en service a eu lieu à l’ancien chantier naval de Chatham Dockyard de la Royal Navy dans le Kent, en présence de sa marraine, Lady Fallon, l’épouse de l’ancien Secrétaire d'État à la Défense Sir Michael Fallon. Le mois suivant, sa première mission opérationnelle l’a vu escorter un croiseur de la marine russe à travers la Manche.

### Caraïbes
En janvier 2020, le HMS Medway a entrepris son premier déploiement outre-mer, affecté à la tâche de patrouille dans l’Atlantique Nord pour assurer la garde à long terme dans les Caraïbes. Il s’est arrêté pour les derniers approvisionnements et le carburant à Gibraltar, lors de ce qui était sa première visite sur ce territoire. Après son arrivée dans les Caraïbes, le HMS Medway a rejoint le navire de soutien de la Royal Fleet Auxiliary RFA Argus pour former un groupe opérationnel. Celui-ci offre aux territoires britanniques d'outre-mer voisins une gamme complète de soutien, allant des secours en cas de catastrophe pendant la saison des ouragans à la lutte contre toutes les formes de trafic illicite. Ce déploiement a également coïncidé avec la pandémie de Covid-19 et les deux navires ont été signalés comme en mesure d’offrir un soutien, au besoin. Le gouverneur des îles Vierges britanniques a par la suite demandé l’aide du HMS Medway pour sécuriser les frontières du territoire dans le but de contrôler la propagation du virus à la fin du mois de septembre. La mi-septembre a également vu l’implication du HMS Medway dans une vaste opération de lutte contre les stupéfiants, en collaboration avec l'Argus, le Commando n°47 (Raiding Group) des Royal Marines et la Garde côtière des États-Unis. L’opération a permis la saisie de cocaïne d’une valeur marchande de 81 millions de livres sterling, selon la National Crime Agency britannique. À l’heure actuelle, le HMS Medway se trouve à Hamilton, aux Bermudes.